# Округ Блејн (Небраска)
Округ Блејн (енгл. Blaine County) је округ у америчкој савезној држави Небраска.

## Демографија
По попису из 2010. године број становника је 478, што је 105 (-18,0%) становника мање него 2000. године.
| Група             | 2000.       | 2010.       |
| Белци             | 576 (98,8%) | 474 (99,2%) |
| Афроамериканци    | 0 (0,0%)    | 1 (0,2%)    |
| Азијати           | 0 (0,0%)    | 0 (0,0%)    |
| Хиспаноамериканци | 1 (0,2%)    | 0 (0,0%)    |
| Укупно            | 583         | 478         |